# Toxicodendron wallichii
Toxicodendron wallichii är en sumakväxtart som först beskrevs av Joseph Dalton Hooker, och fick sitt nu gällande namn av Carl Ernst Otto Kuntze. Toxicodendron wallichii ingår i släktet Toxicodendron och familjen sumakväxter. Utöver nominatformen finns också underarten T. w. microcarpum.